# Torps kyrka, Dalsland

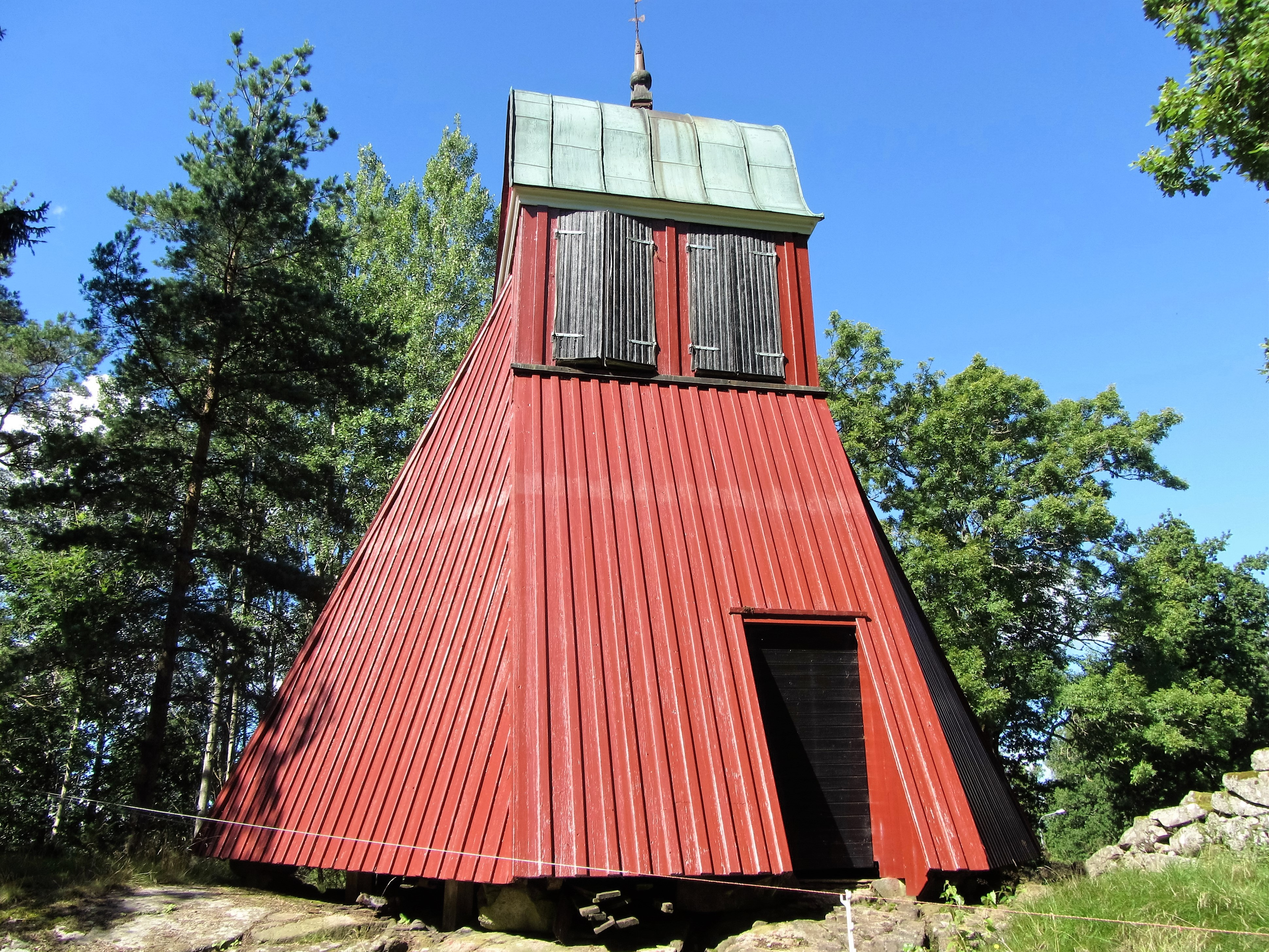
Klockstapeln vid kyrkogårdsmuren

Torps kyrka är en kyrkobyggnad som sedan 2022 tillhör Färgelanda-Högsäters församling (tidigare Torps församling) i Karlstads stift. Den ligger väster om Ellenö i Färgelanda kommun. 

## Kyrkobyggnaden
Nuvarande stenkyrka uppfördes 1750–1755 under ledning av kyrkoherden Uddo Ullman. Troligen har en medeltida föregångare funnits på samma plats. År 1935 byggdes ett nytt vapenhus av trä vid västra sidan, vilket ersatte ett äldre vapenhus av trä. Samma år uppfördes en sakristia vid korets norra sida. Sakristian revs 1998 och ersattes av en ny som var dubbelt så stor.
Tack vare en donation genomfördes stora förbättringar på 1950-talet. Korfönstret fick glasmålningar utförda av konstnären Gunnar Ström. Läktaren smyckades och en ny kyrkklocka införskaffades.

## Inventarier
- Altaruppsatsen är från 1745.
- Altartavlan skänktes till kyrkan 1754.
- Predikstolen är från 1700-talet och har senare delvis omgestaltats. På korgen finns evangelistsymboler utskurna på 1950-talet av konstnär Erling Valldeby. Predikstolen är målad i röda och bruna kulörer. Ovanför predikstolen finns en åttakantig baldakin.
- Dopfunten är huggen i granit. Enligt en inskription på dopfatet skänktes funten till kyrkan 1926.
- En brudkrona skänktes till kyrkan 1944 av ättlingarna till kyrkoherde Uddo Ullman.

### Orgel
- Tidigare användes ett harmonium.
- 1945 byggde E A Setterquist & Son, Örebro en pneumatisk orgel med rooseweltlådor. Den hade 1 fast kombination och 2 fria kombinationer.

| Huvudverk I        | Svällverk II      | Pedal       | Koppel    |
| Principal 8´       | Rörflöjt 8´       | Subbas 16´  | I/P       |
| Borduna 8'         | Salicional 8'     | Oktavbas 8´ | II/P      |
| Oktava 4'          | Gemshorn 4'       |             | II/I      |
| Rauschkvint 2 chor | Blockflöjt 2'     |             | I 4'/I    |
|                    | Crescendosvällare |             | II 16'/I  |
|                    |                   |             | II 16'/II |
|                    |                   |             | I 4'/P    |

- Orgelverk och ljudande fasad i klassicerande utformning är tillverkade 2006 av Sven-Anders Torstensson, varvid pipmaterialet från 1945 års orgel, byggd av Setterquist & Son, i huvudsak är återanvänt. Instrumentet har sexton stämmor fördelade på två manualer och pedal.[1]